# Provincia Sud Sardinia
Sud Sardinia este o provincie în regiunea Sardinia în Italia.
1. ↑   https://www.camera.it/leg17/561?appro=la-riforma-delle-province-e-citt-metropolitane-in-sardegna-1 Lipsește sau este vid: |title= (ajutor)